# Hohe Hummel-Ragwurz
Die Hohe Hummel-Ragwurz, auch Hochwüchsige Hummel-Ragwurz oder Hochwüchsige Ragwurz
(Ophrys elatior) ist eine Pflanzenart aus der Gattung der Ragwurzen (Ophrys) innerhalb der Familie der Orchideen (Orchidaceae). Die Hohe Hummel-Ragwurz ist aktuell (Stand 2016) taxonomisch umstritten und wird von verschiedenen Autoren im Rang einer Art oder einer Unterart geführt; allerdings sprechen Blütezeit, Lippe und Habitus sowie ein spezifischer Bestäuber für eine eigenständige Art.

## Beschreibung

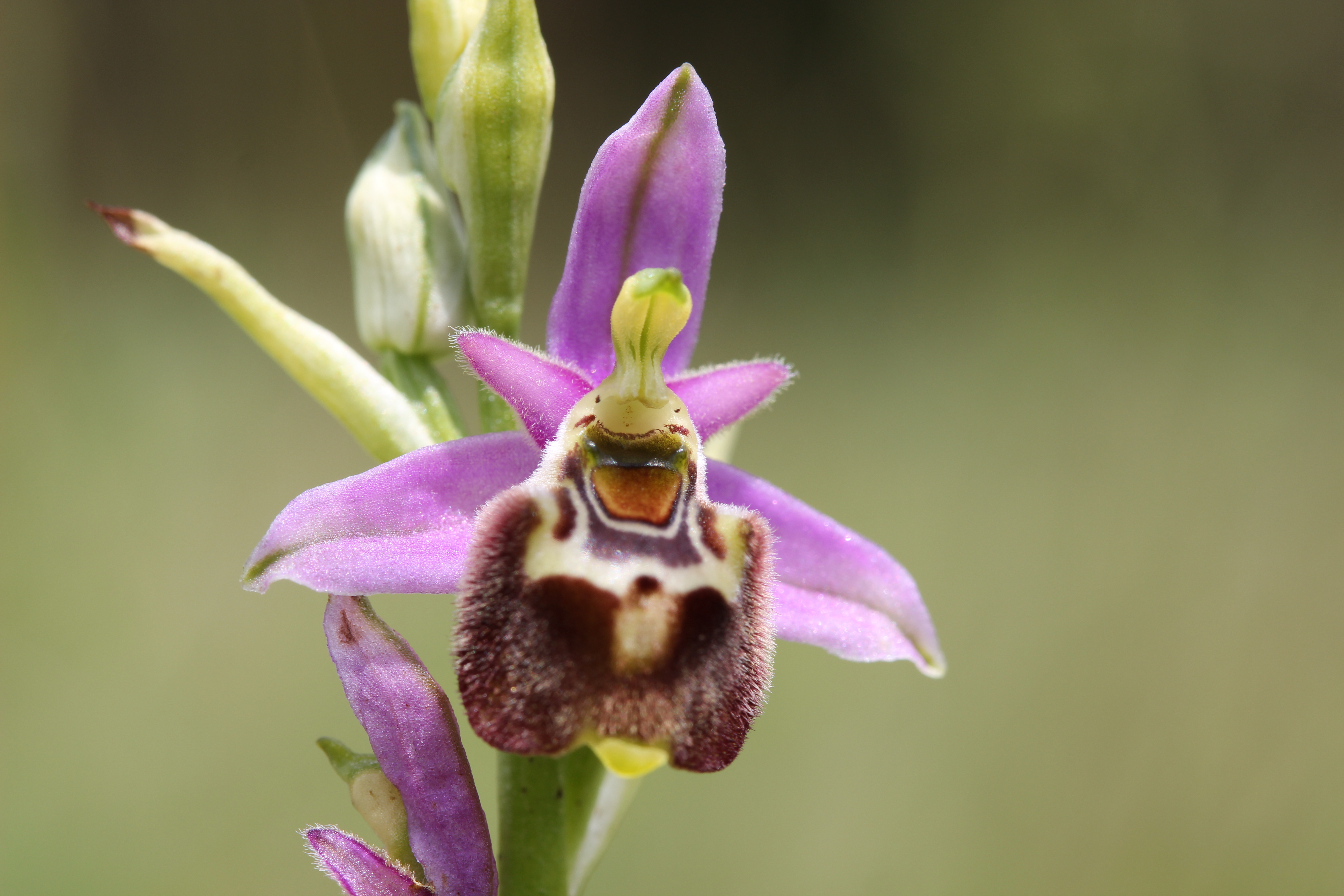
Ausschnitt eines Blütenstandes mit zygomorphen Blüten

### Erscheinungsbild und Blatt
Die Hohe Hummel-Ragwurz wächst als schlanke, ausdauernde krautige Pflanze.
Blütentriebe und Blattrosetten bilden sich im Sommer meist nahezu zeitgleich. Die zur Blütezeit meist schon verwelkte Blattrosette hat ein bis drei Laubblätter. Der aufrechte Stängel besitzt eine Wuchshöhe von 20 bis 90 Zentimetern und drei bis sieben Laubblätter. Die lanzettliche, blaugrüne Stängelblätter sind 4 bis 11 Zentimeter lang.

### Blütenstand und Blüte
Der langgestreckte, einseitswenige Blütenstand enthält zwei bis dreizehn Blüten. Die Blüten
sind deutlich kleiner als die der Hummel-Ragwurz. Die zygomorphen Blüten sind dreizählig. Die Kelchblätter (Sepalen) sind rosafarben bis violett, 8 bis 10 Millimeter lang und seitlich ausgebreitet. Die rosafarbenen bis violetten Kronblätter (Petalen) sind 3 bis 3,5 Millimeter lang und kurz behaart.
Die Lippe ist ausgebreitet bis 10 Millimeter lang und breit. Die Lippe ist dunkelbraun, an den Rändern
etwas heller und mit waagerechtem bis aufwärtsgebogenem Anhängsel; sie ist oben deutlich gehöckert und behaart.

## Ökologie und Phänologie
Bestäuber der Hohen Hummel-Ragwurz ist die Blutweiderich-Langhornbiene (Tetraloniella salicariae, Syn.: Tetralonia salicariae, Eucera salicariae).
Die Blütezeit reicht von Ende Juni bis Anfang September, Hauptblütezeit ist Mitte Juli bis Anfang August.

## Vorkommen
Seit den 1960er Jahren wurde über Funde dieser Art – zunächst als eigene Sippe – am Oberrhein und im südlichen Elsass berichtet. Die Verbreitung umfasst, soweit heute bekannt, eine Region am Oberrhein und im oberen Rhonetal und Savoyen, nördlich bis Straßburg, südlich bis Lyon. Für 2013 werden 16 Fundorte angegeben. In der Schweiz kommt sie nach heutigem Wissensstand nur im Tal des Allondon bei Genf und im Norden des Kantons Zürich vor.
Der Name Ophrys elatior wird außerdem auch für Individuen aus dem Ophrys holosericea-Aggregat verwendet, die in Mittelitalien verbreitet sind, diese besitzen einen anderen Bestäuber als diejenigen vom Oberrhein und stellen vermutlich eine eigene Art dar. Für diese sind verschiedene Namen vorgeschlagen worden, neben dem (unklar abgegrenzten) Ophrys tetraloniae wurde auch der ältere Name Ophrys serotina für sie reaktiviert. Sie wurde auch unter dem Namen Ophrys appennina Romolini & Soca beschrieben. Insgesamt ist die Anzahl und Abgrenzung der Kleinarten aus dem Artenaggregat der Hummelragwurz unklar und umstritten, es werden laufend weitere Arten beschrieben.
Die Hohe Hummel-Ragwurz wurde bisher nur auf Halbtrockenrasen gefunden.

### Gefährdung
Aufgrund der wenigen beschriebenen Fundorte ist die Hohe Hummel-Ragwurz in Deutschland vermutlich selten
und gefährdet, da aber bisher vielerorts als Unterart dokumentiert, kann dies aktuell nicht belegt werden.

## Taxonomie
Die Erstveröffentlichung von Ophrys elatior erfolgte 1996 durch Reinhart Gumprecht in Hannes F. Paulus Berichte aus den Arbeitskreisen Heimische Orchideen Band 13, Teil 2, Seite 10. Synonyme für Ophrys elatior Gumprecht ex Paulus sind: Ophrys holosericea subsp. elatior Gumpr. ex R.Engel & Quentin, Ophrys fuciflora subsp. elatior (Paulus) R.Engel & L.Quentin
Das Artepitheton leitet sich vom lateinischen Wort elatior für höher ab.